# کام (دهان)
کام (به انگلیسی: Palate) سقف دهان انسان و سایر پستانداران است. این جدار حفره دهان را از حفره بینی جدا می‌کند. 

## کالبدشناسی
کام در انسان از یک بخش استخوانی در جلو به نام کام سخت (از استخوان فک فوقانی) و یک بخش گوشتی در عقب به نام کام نرم تشکیل شده‌است. عصب دهی حسی کام با عصب سه قلو است. 
نقص این عضو (شکاف کام) در بیماری لب شکری می‌تواند روی دهد. 